# North Buena Vista
Cet article possède un paronyme, voir Buena Vista.
North Buena Vista est une ville du comté de Clayton, en Iowa, aux États-Unis. Elle est incorporée le 25 octobre 1907.

## Source de la traduction
- (en) Cet article est partiellement ou en totalité issu de l’article de Wikipédia en anglais intitulé « North Buena Vista, Iowa » (voir la liste des auteurs).